# Cuthona fructuosa
Cuthona fructuosa is een slakkensoort uit de familie van de Cuthonidae. De wetenschappelijke naam van de soort is voor het eerst geldig gepubliceerd in 1892 door Bergh.